# Soriano Albuquerque
Manuel Soriano de Albuquerque (Água Preta - PE, 8 de janeiro de 1877 - Fortaleza, 5 de setembro de 1914) foi um advogado, magistrado e professor brasileiro.

## Biografia
Nasceu em Pernambuco, e formou-se em direito na Faculdade de Direito do Recife em 1899. Ingressando na magistratura, foi nomeado (em 1904) Juiz substituto do Crato, Ceará, radicando-se desde então nesse Estado. Como professor, dirigiu o Colégio Leão XII (Crato) e em Barbalha criou um curso noturno para empregados no comércio.
Membro da Plêiade e do Instituto do Ceará. Patrono da cadeira n° 27 da Academia Cearense de Letras, que teve como primeiro ocupante Teodoro Cabral. Em 1905, entrou para o Corpo Docente da Faculdade de Direito do Ceará, onde instituiu a cadeira de Sociologia no currículo oficial, tornando-se catedrático de Filosofia do Direito no ano seguinte. Faleceu a 5 de setembro de 1914, aos 37 anos de idade.

## Obras
- A Sociologia Como Ciência Autônoma. Fortaleza: Tipografia Escolar, 1912.
- A História Como Forma de Conhecimento. Fortaleza: Tipografia Escolar, 1913.
- Sociologia e História.  Fortaleza: Tipografia Escolar, 1913.
- Volatus.

## Homenagens
- Uma rua em Fortaleza foi nomeada em homenagem ao escritor.[8]